# Padda de Java
Padda oryzivora
Espèce
Statut de conservation UICN

 EN  : En danger
Statut CITES
Le Padda de Java (Lonchura oryzivora), aussi nommé Padda oryzivore, Calfat de Java ou encore Moineau de Java, est une petite espèce de passereau la famille des Estrildidae.

## Description
Cet oiseau mesure environ 15 cm de longueur. Il présente un léger dimorphisme sexuel : la femelle étant notamment un peu plus petite que le mâle.
Le plumage est dans l'ensemble gris bleu pâle avec la tête noire (calotte plus étroite chez la femelle), tout comme la queue, et les joues blanches. Le bec est rose et nettement conique chez la femelle, plus rouge et élargi à la base chez le mâle. Les yeux sont marron et les pattes rose chair.

## Répartition
Cet oiseau se trouve sur certaines îles d'Indonésie (Java, Bali et Bawean). Oiseau de cage populaire, il a été introduit dans de nombreux autres pays : Sri Lanka, sud de la Birmanie, Zanzibar, Sainte-Hélène, Hawaï, etc.

## Habitat
Cette espèce fréquente les rivières et les bambous.
Ils vivent souvent dans l'Île de Java.

## Comportement

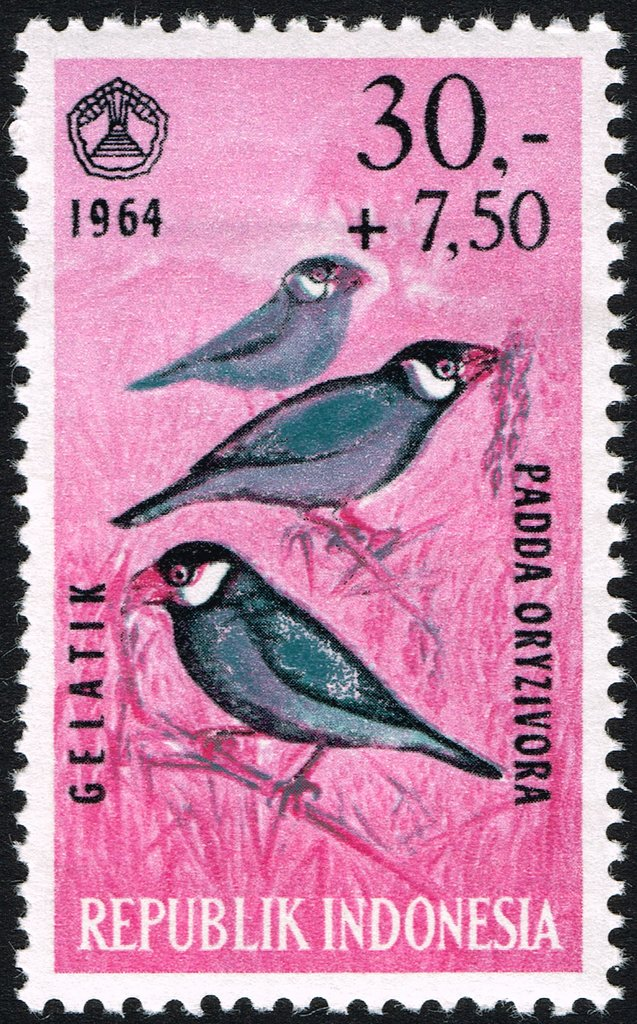
Le Padda de Java représenté sur un timbre indonésien

Cet oiseau vit en grandes bandes.

## Synonymes
- Padda oryzivora

## Variétés domestiques
Seul un individu des variétés blanche, brune, opale ou pastel, issu d'élevage, est considéré comme étant un animal domestique en droit français. Les autres formes de cet oiseau relèvent donc de la législation concernant les animaux sauvages.

## Symbolique
Cet oiseau est emblématique des pickpockets, des devins, des diseurs de bonne-aventure. Il a donné son nom au film de Johnnie To Sparrow (en cantonais : 文雀, Man jeuk).